# Kur (Tulkarem)
Kur, en arabe : كور, est un village du gouvernorat de Tulkarem en Palestine, au nord-ouest de la Cisjordanie. Il est situé à 19 kilomètres au sud-est de Tulkarem. Selon le recensement du Bureau central palestinien des statistiques, la localité compte une population de 292 habitants en 2017.